# (3822) Segovia
Pour les articles homonymes, voir Segovia (homonymie).
(3822) Segovia est un astéroïde de la ceinture principale.

## Description
(3822) Segovia est un astéroïde de la ceinture principale. Il fut découvert le 21 février 1988 à Geisei par Tsutomu Seki. Il présente une orbite caractérisée par un demi-grand axe de 2,27 UA, une excentricité de 0,12 et une inclinaison de 2,6° par rapport à l'écliptique.
Il est nommé en hommage au guitariste classique espagnol Andrés Segovia (1893-1987).

## Compléments